# Золотковичі
Золотко́вичі — село в Україні, у Яворівському районі Львівської області. Відстань до обл. центру м. Львів — 85 км, до районного центру м. Мостиська — 15 км. Населення становить 562 особи.
14 червня 2012 р. в селі згоріла церква Воздвиження Чесного Хреста Української греко-католицької церкви (збудована в 1928 році, розмірами в плані 20 х 10 м). На її місці побудована греко-католицька церква Воздвиження Чесного Хреста, яка була посвячена 27 вересня 2013 року. Також в селі є діючий римо-католицький костел Божого Милосердя (відкритий у 1989 році).
У селі діє Золотковицька загально-освітня школа І-ІІ ступенів. При школі діє ДНЗ.
Поряд є села: Мочеради, Гусаків, Гориславичі, Тамановичі, Мишлятичі, Боляновичі, Боєвичі.
В селі є клуб, пошта, медпункт. Є три продуктові магазини, кафе-бар, промисловий магазин. В селі є пам'ятник солдатам полеглим у ІІ світовій війні.

## Відомі люди
- Головин Богдан Петрович (1926—2016) — український педагог, історик, просвітянин, краєзнавець, публіцист.